# Utgångsenergi
Utgångsenergi (även kallat E₀) är den kinetiska energi som en projektil har i det ögonblick den lämnar vapnet och påbörjar sin kastbana. Utgångsenergin är ett mer rättvisande värde på ett eldvapens effektivitet än utgångshastigheten eftersom den är i stort sett oberoende av ammunitionstyp.
Formeln för utgångsenergi är
{\displaystyle E_{0}={\frac {mv_{0}^{2}}{2}}}
där m är projektilens massa och vo är utgångshastigheten.
Utgångsenergi mäts i joule och varierar från runt 10 joule för luftgevär till flera megajoule för artilleripjäser.
| Vapen            | Kaliber       | Projektilvikt | Utgångshastighet | Utgångsenergi  |
| ---------------- | ------------- | ------------- | ---------------- | -------------- |
| Luftgevär        | 4,5 mm        | 0,5 gram      | 200 m/s          | 10 joule       |
| Långbåge         | —             | 40 gram       | 45 m/s           | 40 joule       |
| Luger P08        | 9 × 19 mm P   | 8 gram        | 400 m/s          | 640 joule      |
| Ak 4             | 7,62 × 51 mm  | 8,8 gram      | 830 m/s          | 3 kilojoule    |
| Browning M2      | 12,7 × 99 mm  | 45 gram       | 900 m/s          | 18,2 kilojoule |
| Bofors 40mm      | 40 × 364 mm R | 870 gram      | 1030 m/s         | 461 kilojoule  |
| Fälthaubits 77   | 155 mm        | 43 kg         | 770 m/s          | 12,7 megajoule |
| 28 cm kanon M/12 | 280 mm        | 305 kg        | 860 m/s          | 130 megajoule  |
| Dora             | 800 mm        | 7100 kg       | 720 m/s          | 1840 megajoule |